# Argalista umbilicata
Argalista umbilicata är en snäckart som beskrevs av Powell 1926. Argalista umbilicata ingår i släktet Argalista och familjen turbinsnäckor. Inga underarter finns listade i Catalogue of Life.